# Ґодиниці
Ґодиниці (пол. Godynice) — село в Польщі, у гміні Броншевиці Серадзького повіту Лодзинського воєводства.
Населення — 663 особи (2011).
У 1975-1998 роках село належало до Серадзького воєводства.

## Демографія
Демографічна структура станом на 31 березня 2011 року:
|          | Загалом | Допрацездатний вік | Працездатний вік | Постпрацездатний вік |
| -------- | ------- | ------------------ | ---------------- | -------------------- |
| Чоловіки | 325     | 79                 | 216              | 30                   |
| Жінки    | 338     | 83                 | 179              | 76                   |
| Разом    | 663     | 162                | 395              | 106                  |